# Echipa națională de fotbal a Spaniei Sub-21
Echipa națională de fotbal a Spaniei Sub-21  (adesea cunoscută ca Echipa națională de tineret) este naționala  de fotbal a Spaniei, formată din jucători cu vârste sub 21 de ani. Este organizată de Federația Regală Spaniolă de Fotbal. Participă la Campionatul European destinat jucătorilor sub 21 de ani, care este organizat odată la doi ani.

## Participări la Campionatul European U-21
| An    | Rundă              | GP         | W          | D          | L          | GS         | GA         |
| ----- | ------------------ | ---------- | ---------- | ---------- | ---------- | ---------- | ---------- |
| 1978  | Preliminarii       | 4          | 2          | 0          | 2          | 5          | 8          |
| 1980  | Preliminarii       | 4          | 1          | 2          | 1          | 4          | 2          |
| 1982  | Sferturi de Finală | 6          | 5          | 0          | 1          | 14         | 5          |
| 1984  | Vicecampioană      | 10         | 5          | 2          | 3          | 11         | 11         |
| 1986  | Campioană          | 10         | 7          | 1          | 2          | 18         | 9          |
| 1988  | Sferturi de Finală | 8          | 4          | 2          | 2          | 10         | 4          |
| 1990  | Sferturi de Finală | 6          | 4          | 0          | 2          | 5          | 4          |
| 1992  | Preliminarii       | 7          | 3          | 2          | 2          | 6          | 5          |
| 1994  | Locul 3            | 12         | 9          | 2          | 1          | 21         | 9          |
| 1996  | Vicecampioană      | 14         | 10         | 3          | 1          | 34         | 14         |
| 1998  | Campioană          | 11         | 10         | 1          | 0          | 21         | 6          |
| 2000  | Locul 3            | 14         | 11         | 3          | 0          | 31         | 7          |
| 2002  | Preliminarii       | 10         | 6          | 1          | 3          | 15         | 9          |
| 2004  | Preliminarii       | 10         | 6          | 2          | 2          | 17         | 5          |
| 2006  | Preliminarii       | 10         | 6          | 2          | 2          | 37         | 8          |
| 2007  | Preliminarii       | 4          | 2          | 1          | 1          | 8          | 4          |
| 2009  | Faza Grupelor      | 13         | 10         | 1          | 2          | 27         | 7          |
| 2011  | Campioană          | 15         | 12         | 2          | 1          | 31         | 8          |
| 2013  | Campioană          | 15         | 14         | 1          | 0          | 47         | 5          |
| 2015  | Preliminarii       | 10         | 7          | 2          | 1          | 25         | 8          |
| 2017  | Vicecampioană      | 17         | 11         | 2          | 2          | 43         | 12         |
| 2019  | Campioană          | 15         | 13         | 0          | 2          | 45         | 16         |
| 2021  | Semifinale         | 15         | 12         | 2          | 1          | 27         | 3          |
| 2023  | Vicecampioană      | 13         | 12         | 1          | 1          | 50         | 10         |
| 2025  | Calificată         | Calificată | Calificată | Calificată | Calificată | Calificată | Calificată |
| Total | 16/23              | 238        | 170        | 34         | 34         | 502        | 169        |

### Cele mai multe apariții
| Loc | Jucător         | Club(uri)                           | An(i)     | Apariții |
| --- | --------------- | ----------------------------------- | --------- | -------- |
| 1   | Gerard Deulofeu | Barcelona, Everton, Sevilla, Milan  | 2012–2017 | 36       |
| 2   | Borja Mayoral   | Real Madrid, VfL Wolfsburg, Levante | 2015–2019 | 31       |
|     | Jorge Meré      | Sporting Gijón, FC Köln             | 2015–2019 | 31       |
|     | Iker Muniain    | Athletic Bilbao                     | 2011–2014 | 31       |
| 5   | Dani Ceballos   | Betis, Real Madrid                  | 2015–2019 | 29       |
| 6   | Santiago Denia  | Albacete, Atlético Madrid           | 1992–1996 | 27       |
|     | David de Gea    | Atlético Madrid, Manchester United  | 2009–2013 | 27       |
| 8   | Diego Capel     | Sevilla                             | 2007–2011 | 25       |
|     | Mikel Oyarzabal | Real Sociedad                       | 2017–2019 | 25       |
|     | Saúl            | Atlético Madrid, Rayo Vallecano     | 2013–2017 | 25       |
|     | Xavi            | Barcelona                           | 1998–2001 | 25       |

## Lotul actual
La data de 25 martie 2025.
| Nr. | Poz. | Jucător                    | Data nașterii (vârsta)         | Selecții | Goluri | Club                 |
| --- | ---- | -------------------------- | ------------------------------ | -------- | ------ | -------------------- |
|     | P    | Alejandro Iturbe           | 2 septembrie 2003 (21 de ani)  | 8        | 0      | Atlético Madrid      |
|     | P    | Pablo Cuñat                | 28 aprilie 2002 (23 de ani)    | 6        | 0      | Cartagena            |
|     | P    | Mario de Luis              | 5 iunie 2002 (23 de ani)       | 1        | 0      | Real Madrid Castilla |
|     |      |                            |                                |          |        |                      |
|     | F    | Cristhian Mosquera         | 27 iunie 2004 (21 de ani)      | 8        | 0      | Valencia             |
|     | F    | Kike Salas                 | 23 aprilie 2002 (23 de ani)    | 4        | 0      | Sevilla              |
|     | F    | David Torres               | 5 martie 2003 (22 de ani)      | 2        | 0      | Valladolid           |
|     | F    | César Tárrega              | 26 februarie 2002 (23 de ani)  | 2        | 1      | Valencia             |
|     | F    | Juanlu Sánchez             | 15 august 2003 (21 de ani)     | 8        | 0      | Sevilla              |
|     | F    | Andrés García              | 7 februarie 2003 (22 de ani)   | 2        | 0      | Aston Villa          |
|     | F    | José Ángel Carmona         | 29 ianuarie 2002 (23 de ani)   | 3        | 0      | Sevilla              |
|     | F    | Juanma Herzog              | 13 mai 2004 (21 de ani)        | 2        | 0      | Las Palmas           |
|     |      |                            |                                |          |        |                      |
|     | M    | Beñat Turrientes (căpitan) | 31 ianuarie 2002 (23 de ani)   | 25       | 5      | Real Sociedad        |
|     | M    | Javi Guerra                | 13 mai 2003 (22 de ani)        | 16       | 1      | Valencia             |
|     | M    | Mikel Jauregizar           | 13 noiembrie 2003 (21 de ani)  | 3        | 0      | Athletic Bilbao      |
|     | M    | Gabri Veiga                | 27 mai 2002 (23 de ani)        | 19       | 3      | Al-Ahli              |
|     | M    | Stefan Bajčetić            | 22 octombrie 2004 (20 de ani)  | 5        | 0      | Las Palmas           |
|     |      |                            |                                |          |        |                      |
|     | A    | Diego López                | 13 mai 2002 (23 de ani)        | 14       | 2      | Valencia             |
|     | A    | Mateo Joseph               | 19 octombrie 2003 (21 de ani)  | 9        | 7      | Leeds United         |
|     | A    | Alberto Moleiro            | 30 septembrie 2003 (21 de ani) | 9        | 0      | Las Palmas           |
|     | A    | Álex Valle                 | 25 aprilie 2004 (21 de ani)    | 2        | 0      | Como                 |
|     | A    | Raúl Moro                  | 5 decembrie 2002 (22 de ani)   | 7        | 0      | Valladolid           |
|     | A    | Eliezer Mayenda            | 5 mai 2005 (20 de ani)         | 2        | 0      | Sunderland           |
|     | A    | Jesús Rodríguez            | 21 noiembrie 2005 (19 ani)     | 2        | 0      | Real Betis           |